# Ил-62
Ил-62 (на руски: Илью́шин Ил-62) е първият съветски междуконтинентален пътнически турбореактивен самолет, разработен в конструкторското бюро „Илюшин“ през 1960 г., като отчита световните изисквания за самолети от този клас за заместване на самолети Ту-114. По отношение на техническите постижения, той съответства на турбореактивни пътнически самолети от второ поколение.

## Характеристики на самолета
- Размах на крилете – 43,2 м
- Площ на крилото – 279,55 м²
- Дължината на самолета – 53,12 м
- Дължина на фюзелажа – 49,00 м
- Височина – 12,35 м
- Таван на полета – 12 000 м